# 아오모리 신
아오모리 신(일본어: 青森 伸)은 일본의 성우, 배우, 나레이터다. 아오모리현 출신이며 아오니 프로덕션에 소속되어 있다. 본명은 이치노헤 카즈오이며 예명은 출신지인 아오모리현에서 가져왔다.

## 약력
- 아오모리 현립 가시와기 농업 고등학교 졸업, 극단 미래극장, NHK 히로사키 방송극단을 거쳐 도쿄 아나운서 아카데미를 졸업했다.
- 원래는 도쿄배우생활협동조합, 시그마 세븐 (~2013년 8월)소속이였다.

## 출연작품

### TV 드라마
- 유도 일직선 제7화 「필살 이단차」(1969년, TBS) - 카지와라 카즈키의 목소리
- 무꽃 (1970년, NET)
- 시간이죠 제2시리즈 (1971년 - 1972년, TBS)
- 하얀 그림자 제4화「주치의의 실수」(1973년, TBS) - 잡지 기자
- 폴라TV 소설 12작 [얏챠바 자라기] (1974년, TBS)
- 안마텐구(1974년, NTV)
- 6마리의 갈매기(1974년 - 1975년, 후지TV)
- 악마같은 그놈 제3화 줄리에게 홀딱 반했어 (1975년, TBS)
- 우리들의 훈장 제13화「유괴」(1975년, NTV 토호) - 시나노 경찰 형사
- 타오르마대신 다카하시 코레키요전(1976년, 후지TV) - 마에다 마사나
- 고원으로 오세요 (1976년, TBS)
- 토요드라마 (NHK)
  - 야마다 타이치 시리즈 / 남자들의 여로 (1976년)
  - 카마타 토시오 시리즈 / 사거리 제2부 제1화 「미치노쿠편 블루 트레인의 소년」(1978년)
- 찢어진 우산도주 악인 사냥 (NET)
  - 62화「용서받지 못한 사랑」(1975년) - 나오시치
  - 제98화 '저승사자가 준 아기' (1976년) - 마사
- 날아라 손오공 (1977년, TBS) - 고릴라의 대장 (목소리)
- 키시베의 앨범 (1977년, TBS)
- 마히루노 (1977년 후지TV)
- 청춘의 문(1977년 - 1978년, 마이니치 방송) ※방언 지도
- 신오 포물장 제12화「어머니 마음 꿈의 복권」(1978년) - 키요노스케
- 수요극장 무일족 (1978년, TBS) - 이치조 이에와카반도우
- 열중시대 제22화 [히나마와 외로운 외계인] (1979년, 니혼TV) - 솜사탕 가게
- 뜨거운 폭풍(1979년, TBS)
- 일본 암굴왕 제8회 호랑이 굴에 들어가는 남자(1979년)
- 이케나카 겐타 80킬로(1980년, 니혼TV)
- 세키가하라(1981년, TBS) - 무샤
- 천황의 요리번 제12화 '물엿과 둘도 없는 여자'(1981년, TBS) - 마에다
- 포츠머스 깃발(1981년, NHK)
- 하늘까지 올라라! 제14화(1982년) - 방문 판매점 주인
- 폴라TV 소설 '오우'(1983년, TBS)
- 벌거벗은 대장 방랑기 제11화 이별이 슬펐기 때문에 (1983년, 간사이 TV) - 순경
- 사건 기자 차보! 제1화 「차보가 난리로 왔다」(1983년, 니혼TV) - 경관 A
- 하나마루 긴페이 (1984년, NHK 은하 TV 소설)
- 더 서스펜스 / 노린 여교사 (1984년, TBS)
- 그랜드 극장 '궁금한 그녀석' (1985년 니혼TV)
- 자랑의 보수 제25화 「저 미녀는 누구야?!」(1986년, 니혼TV) - 우메다
- 슬픔의 여인 (1987년, TBS)
- 화요일 슈퍼와이드 쓰가루해협 여삼인춘경(1988년, TV아사히) - 마스터
- 혼욕 노천탕 연쇄 살인 시리즈 7 (1988년, 아사히 방송)
- 형사귀족3 제16화 '그때 사랑을 안고 갔다'(1992년 니혼TV)
- 월요일 미스터리극장 종착역 살인사건(2001년, TBS) 사투리 지도
- 니시무라 쿄타로 서스펜스·도쯔가와 경부 시리즈 제24작 (2002년, TBS)
- 마츠모토 세이초 서스펜스 특별 기획·안개의 깃발 (2003년 9월 16일, TBS)
- 사탕수수밭의 소리 (2003년 9월 28일, 후지TV) - 방송
- 고발 변호사 시리즈 4(2003년, TBS) - 노자와 재판장
- 월요일 골든(TBS)
  - 세무조사관·마쓰가와 타로의 사건부 (19) (2009년) - 히라마츠, TV의 목소리
  - 세무조사관·쇼가와 타로의 사건부~제20회 기념! 오키나와편~(2010년)-TV의 소리
  - 세무조사관 마도와 타로의 사건부 (25) (2013년) - 아오모리 사투리 지도
  - 세무조사관 마가타로의 사건부 (26) (2014년) - TV의 소리
  - 세무조사관 마가타로의 사건부 (31) (2016년) - TV의 소리
  - 마츠모토 세이초 사후 20년 스페셜 한류 (2013년) - 나미의 아버지
- 내부 조사관·수평직 보고서(2011년, TBS)
- 지지 않는 태양 제1부 제2화 (2016년, WOWOW)

### TV 애니메이션
1967년
- 정글대제 나아가라 레오

1969년
- 우메별 덴카
- 사자에상 (1969년 - 2014년)

1975년
- 안데스 소년 페페로의 모험 (케이)
- 타임보칸 (오카 네기)

1976년
- 신 돈척 이야기 (도트 타이거、카보네)
- 엄마찾아 삼만리 (안드레아)
- 요괴전 고양이눈 꼬마 (없는 남자)

1977년
- 미국너구리 라스칼 (맥코이)
- 합신전대 메칸더 로보 (유룬가스 박사)
- 초인전대 바라타크 (코솟토)

1978년
- 페린느 이야기 (여관손님)

1979년
- 꼬마곰 미샤 (곤고)

1980년
- 수 캣 (나레이터)
- 터무니없는 전사 무테킹 (다코사쿠)

1981년
- Dr.슬럼프 아라레짱 (갱두목、킬러 조)
- 만화 미토고몬(극악 스님)
- 명견 죠리 (경찰2)
- 얏토뎃타맨 (친구)

1982년
- 역전 잇파츠맨 (도그 호엘러)

1983년
- 아공대작전 스랑글 (다이앤、제너럴、탭)
- 스톱!! 히바리군! (토라조)
- 이상한 나라의 앨리스 (까마귀 선장)

1984년
- 스타잔S
- 기갑계 가리안 (질문자)
- 초공속 갈비온 (불테스)

1985년
- 푸른 유성 SPT 레이즈너 (줄루)
- 쇼와 바보이야기 아카누케 이치방 (사이트 감독)

1986년
- 도테라맨 (히쯔 도깨비, 후로시 도깨비)
- 드래곤볼 (레드 리본군)

1987년
- 애니메이션 80일간 세계일주 (신문 사주)
- 시티헌터 (1987년 - 1988년 蒲生伸吉、마스터) 2시리즈
- 미스터 아짓코

1988년
- 갑작스레 다곤（고지）

1989년
- 아이돌 전설 에리코
- 악마군 (아무도스키아스)
- 타임 트러블 돈데크만 (포세이돈)
- 천공전기 슈라토 (가리)
- 요술공주 샐리 (아파코)
- YAWARA! (프로듀서)

1990년
- NG기사 라무네 앤드 40
- 맛의 달인 (후쿠이 오사무、다나카 프로듀서、기소 유지)

1991년
- 드래곤 퀘스트 다이의 대모험 (제1기)（코쿠텐）
- 마법의 프린세스 밍키 모모 (데스토라데 경부)
- 요코야마 미츠테루 삼국지 (문추)
- 웃는 세일즈맨 (1991년 - 1992년、코시바 쇼스케、히렌 시사쿠)

1992년
- 스페이스 오즈의 모험 (닥터 라이)

1993년
- 닌타마 란타로 (야자와 에이키치)
- 열혈최강 고자우러 (기계신, 기그, 켄이치의 아빠
- 헤이세이 개 이야기 바우 (개 신)
- 유☆유☆백서 (검은 모모타로)

1994년
- 기동무투전 G 건담 (카라토 위원장)
- 떴다! 럭키맨 (데스대 아빠)
- 드래곤볼 Z (키비토, 신룡)
- 패왕대계 류나이트 (해적선장)
- 허클베리 핀의 모험 (아버지)

1995년
- 미국 이야기 파이벨의 모험 (아빠)
- 괴도 세인트 테일 (스가와라)
- 공룡모험기 쥬라트립퍼 (이소로쿠)
- 스트리트 파이터 II V (할아버지)

1996년
- 기동신세기 건담 X （픽스 브래드맨）
- 쾌걸 조로
- 게게게의 키타로 (제4기) (형천)
- 지옥선생 누~베~ (하타몬바)
- 최초의 인간 곤 (노부)
- 명탐정 코난 (1996년 - 2008년  오가와 마사유키、고미야마 타이지、다카라타 후토시、쿠라타 에이조、오구라 순경、다카하시 히사미치)

1997년
- 데즈카 오사무의 구약성서 이야기 (솔로몬)
- 드래곤볼 GT(빗슈의 아버지, 칠성룡)
- 드래곤볼 GT스페셜 오공외전! 용기의 증거는 사성구(게토)

1998년
- 쾌걸 증기탐정단 TV ANIMATION SERIES(지모시)
- 게게게의 키타로 (제4작) (형천)
- 닥터 슬럼프(치빌의 아버지)
- 유☆희☆왕(카나쿠라)

1999년
- THE 빅오(올리버 갈랜드)

2000년
- 짱구는 못말려(악대신)
- 주간 스토리랜드 (2000년 - 2001년, 겐고로, 이자카야의 아버지, 프로듀서, 관리인, 버스운전사)
- 타임보칸 2000 괴도 반짝이맨 (오데코론, 오쿠보 데코사에몬)
- 도라에몽 (TV아사히판 제1기) (2000년 - 2002년, 담당의사, 잭)
- 부기팝은 웃지 않는다 Boogiepop Phantom (아버지)

2001년
- 고고 다섯 쌍둥이 (카와바타의 아버지)

2003년
- 아스트로보이 철완 아톰(브루다 박사)
- GAD GUARD(빙수)
- 강철의 연금술사 (바스크 그랑, 의사)
- 블랙잭 2시간 스페셜~ 생명을 둘러싼 4가지 기적~ (형사)

2004년
- 사무라이 참프루(코고로)
- 미사키 크로니클~다이버전스 이브~(고등 집행원)
- 따끈따끈 베이커리 (요리사)

2005년
- 갤러리 페이크 (코모리 노인)
- 창성의 아쿠아리온(야시)
- BLACK CAT (톨네오=르드만)
- MONSTER （남자）

2006년
- 창천의 권 (주)

2007년
- GR - GIANT ROBO - （남자）
- 노다메 칸타빌레 (미요시 세이이치로)
- 쾌걸 조로리(랏파)

2008년
- 앨리슨과 릴리아 (엘버[9])
- 강철의 라인배럴(고다마 총리)
- 고르고13(흑막)

2009년
- 강철의 연금술사 FULLMETAL ALCHEMIST (바스크 그랑)

2010년
- 동물환경회의(이구아나 형제의 이그와 갈라

2011년
- 듀얼 마스터즈 4시리즈 (키리후다 카쓰조)
- 포켓몬스터 베스트위시(시장)

2014년
- 망나니 장사!! 마쓰타로(카미나리진 오야카타)
- 드래곤볼 카이(키비토)
- ONE PIECE(친자오)

2015년
- ONE PIECE 에피소드 오브 사보 ~3형제의 유대 기적의 재회와 계승되는 의지~ (친자오)

2016년
- 드래곤볼 슈퍼 (키비토)

2017년
- 타이거 마스크 W(노촌장)
- 오니히라(츠보이 슈스이)
- 듀얼 마스터즈 (키리후다 카쓰조)

2018년
- 그랑크레스트 전기 (사투루스)
- 게게게의 기타로 (제6작) (2018년 - 2019년, 바다자리, 카나이 다이키치)

2019년
- 하카타 아키타! 피리 카라코짱 (아마오우님)